# Las Ventas
Les arènes de las Ventas (Plaza de toros Monumental de Las  Ventas, en espagnol, souvent abrégé en Las Ventas ou La Monumental) sont les arènes principales de la ville de Madrid en Espagne.

## Présentation
Inaugurées le 17 juin 1931, elles peuvent contenir 23 798 personnes. La Plaza de Las Ventas est la plus grande arène d'Espagne, tant par sa capacité et sa taille que par son prestige. Ce sont les 3e arènes du monde par la capacité. Le ruedo mesure 60 mètres de diamètre et le callejón est large de 2,20 mètres. Les arènes sont situées dans le quartier de la Guindelera, dans le district de Salamanca ; elles sont desservies par la station de métro Ventas.
La plaza a été dessinée par l'architecte José Espeliú. La décoration, œuvre de Manuel Munoz Monasterio, est réalisée à partir d'azulejos figurant les armoiries de toutes les provinces d'Espagne et autres motifs ornementaux.

## Particularités
L'arène est composé de trois portes : par la porte de gauche d'où sortent les trois premiers taureaux ainsi que les deux remplaçants, s'il y a lieu ; par la porte centrale d'où sortent et entrent uniquement les cabestros et par la porte de droite d'où sortent les trois derniers taureaux titulaires.

## Historique des arènes madrilènes

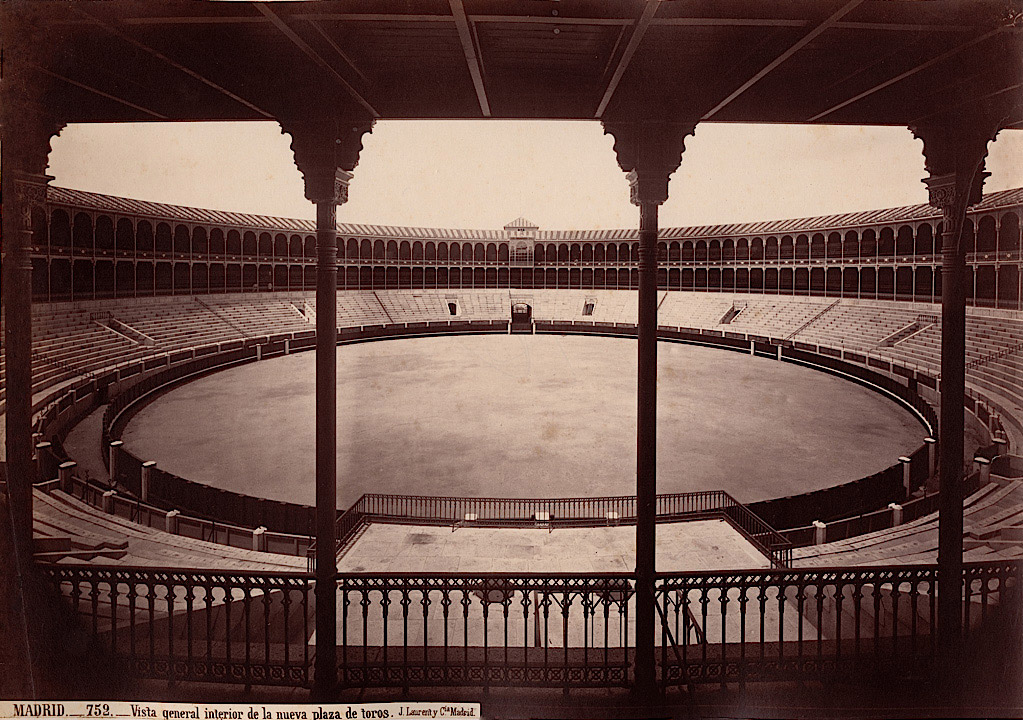
Photographie de la Plaza de Toros de Madrid, par Juan Laurent, c. 1874, National Gallery of Art Library, Washington, DC.

Sur la demande de Philippe IV, le comte de Olivares fait construire une arène en 1630, au Buen Retiro pour désengorger la Plaza Mayor où ont lieu de nombreuses corridas. Une autre arène est construite en 1737 sur l'emplacement de Soto de Luzón. Puis le roi Philippe V d'Espagne fait construire une autre arène qu'il concède à la Sala de Alcaldes de la Casa y Corte en 1743 : les Arène de la Puerta de Alcalá. Dans le même lieu, le roi Ferdinand VI d'Espagne fait édifier une autre plaza qu'il donne aux hôpitaux de Madrid qui la gèrent à leur guise.
C'est en 1875, près de la rue d'Aragón, qu'on élève une autre plaza qui porte le nom de Las Ventas, nom que l'on donne encore aujourd'hui à la Monumental de Madrid.

## Réputation de Las Ventas
Dès leur ouverture, les arènes soutiennent leur réputation d'arènes « grandioses » telles que le souhaitaient le public et les souverains. Pour la corrida d'ouverture du 17 juin 1931, huit ganaderos offrent gratuitement leur bétail et les « figuras » comme Nicanor Villalta ou Vicente Barrera offrent un grand spectacle sans demander de rétribution. L'histoire des ferias de Las Ventas est jalonnée de grands événements dont le premier a été la feria de San Isidro au début du siècle, dont le nombre de corridas est passé de quatre au début de XXe siècle, à environ trente corridas en 2003.
C'est la plus importante feria du monde, la plus longue et la plus étoffée : tous les grands noms y participent. La plaza est également célèbre pour ses taureaux « durs », triés par les vétérinaires sur des critères parfois excessifs, en particulier en ce qui concerne le poids. Cela fait de Las Ventas un « examen de passage » pour les toreros. Le public y est très exigeant et ne demande pas de trophées sans raisons, les trophées étant accordés au compte-goutte. Beaucoup de matadors prennent de grands risques pour triompher à Madrid.